# Club alpino
El Club Alpino hace referencia a los diversos clubs de montañeros creados en los distintos países. Hoy en día, los Clubs Alpinos organizan competiciones de escalada, construyen y gestionan refugios de montaña, preparan senderos y vías de escalada y protegen activamente el Medio ambiente de la montaña.
El club más antiguo es el del Reino Unido, el "Alpine Club" que fue fundado en 1857 en Londres.

## Clubes
En la actualidad existen Club Alpinos en muchos países:
- Deutscher Alpenverein (DAV) - Alemania
- Österreichischer Alpenverein (ÖAV) - Austria
- Schweizer Alpen-Club (SAC) - Suiza
- Club Alpino Italiano (CAI) - Italia
- Alpenverein Südtirol (AVS) - Sudtirol
- Club Alpin Francais (CAF) - Francia
- Alpine Club - Reino Unido
- Alpine Club of Canada - Canadá
- American Alpine Club - Estados Unidos
- Club Alemán Andino - Chile
- Club Andino Bariloche - Argentina
- Slovenska Planinska Družba (SPD) - Eslovenia
- Planinska Zveza Slovenije (PZS) - Eslovenia
- Nederlandse Klim- en Bergsport Vereniging (NKBV) - Países Bajos
- Japanese Alpine Club - Japón
- Mountain Club of South Africa - Sudáfrica
- "Rock Pigeon" brotherhood - Uzbekistán
- New Zealand Alpine Club (NZAC) - Nueva Zelanda
- Club Alpino Español - España